# Tobin Bell
Pour les articles homonymes, voir Bell.
Tobin Bell (né Joseph Henry Tobin, Jr.), né le 7 août 1942 dans le Queens, à New York, est un acteur américain. Il est principalement connu pour avoir joué le rôle de John Kramer dans la saga Saw.

## Biographie
Tobin Bell est né en 1942 dans le Queens (New York) ; sa mère est l'actrice anglo-américaine Ellein Bell et son père, Joseph H. Tobin, avait fondé une station de radio à Quincy (Massachusetts) en 1947. Il grandit à Weymouth, Massachusetts, avec une sœur et un frère. Bell étudie les arts libéraux et le journalisme à l'université et obtient également un master en science de l'environnement à la Montclair State University (Clifton, New Jersey).
À l'université de Boston, il assiste à une conférence donnée par les acteurs Hume Cronyn et Jessica Tandy, ce qui déclenche son intérêt pour le métier d'acteur. Il entre plus tard à l'Actors Studio de New York et suit les cours de Lee Strasberg et Ellen Burstyn ainsi qu'avec Sanford Meisner à la {Neighborhood Playhouse.
Cet acteur, habitué à jouer pour le petit (Charmed, Nash Bridges, Le Caméléon, Les Soprano, Urgences, X-Files, Stargate SG-1, 24 Heures chrono, Alias) comme pour le grand écran (Mississippi Burning, Les Affranchis, La Firme, L'Extrême Limite, Dans la ligne de mire, Malice, Mort ou vif, Le Quatrième Étage) est coutumier des rôles de méchant et de tueur en série (il est notamment pressenti pour jouer le rôle de Théodore John Kaczynski dans le téléfilm Unabomber The True Story).
En 2004 le comédien connaît le succès sur le tard en étant choisi pour incarner « Jigsaw », le Tueur au Puzzle du film d'horreur Saw. Le long-métrage remporte un succès international et Tobin Bell impose son personnage dans sept suites, qui sortent en salles à une année d'intervalle pour Halloween, à l'exception du dernier film : Saw 2 (2005), Saw 3 (2006), Saw 4 (2007), Saw 5 (2008), Saw 6 (2009), Saw 3D : Chapitre final (2010), Jigsaw (2017) et Saw X (2023).

## Filmographie

### Cinéma
- 1988 : Mississippi Burning d'Alan Parker : Agent Stokes
- 1989 : Délit d'innocence (An Innocent Man) de  Peter Yates : Zeke
- 1990 : False Identity (en) de James Keach : Marshall Errickson
- 1990 : Loose Cannons de Bob Clark : Gerber
- 1990 : Les Affranchis (Goodfellas) de Martin Scorsese : Parole Officer
- 1992 : Ruby de John Mackenzie : David Ferrie
- 1993 : L'Extrême Limite (Boiling Point) de James B. Harris : Roth
- 1993 : La Firme (The Firm) de Sydney Pollack : The Nordic Man
- 1993 : Dans la ligne de mire (In the Line of Fire) de Wolfgang Petersen : Mendoza
- 1993 : Malice : Earl Leemus
- 1994 : Deep Red (en) de Craig R. Baxley : Warren Rickman
- 1995 : Serial Killer (es) de Pierre David : William Lucian Morrano
- 1995 : Mort ou vif - Duels à redemption (The Quick and the Dead) : Dog Kelly
- 1996 : Cheyenne de Dimitri Logothetis : Marshal Toynbee
- 1998 : Best of the Best: Without Warning de Phillip Rhee : Lukast Slava
- 1998 : Brown's Requiem (en) de Jason Freeland : Stan the Man
- 1998 : Livraison Express de Jason Bloom (en) : John Dwayne Beezly
- 1999 : Le Quatrième Étage (The 4th Floor) de Josh Klausner (en) : The Locksmith
- 2000 : La Route d'Eldorado (The Road to El Dorado) d'Éric Bergeron : Zaragoza (voix)
- 2001 : Good Neighbor (en) de Todd Turner : Geoffrey Martin
- 2002 : Power Play de Joseph Zito : Clemens
- 2002 : Black Mask 2: City of Masks de Tsui Hark : Moloch
- 2004 : Saw de James Wan : John Kramer « Jigsaw »
- 2005 : Saw 2 de Darren Lynn Bousman : John Kramer « Jigsaw »
- 2006 : Saw 3 de Darren Lynn Bousman : John Kramer « Jigsaw »
- 2007 : Buried Alive (en) de Robert Kurtzman : Lester
- 2007 : Saw 4 de Darren Lynn Bousman : John Kramer « Jigsaw »
- 2007 : The Haunting Hour Volume One: Don't Think About It d'Alex Zamm : The Stranger
- 2008 : Boogeyman 2 de Jeff Betancourt (en) : Dr Mitchell Allen
- 2008 : Saw 5 de David Hackl : John Kramer « Jigsaw »
- 2008 : Bump : Sheriff Lundy
- 2009 : Stalked : Jacob Brotherton
- 2009 : Saw 6 de Kevin Greutert : John Kramer « Jigsaw »
- 2010 : Saw 3D : Chapitre final de Kevin Greutert : John Kramer « Jigsaw »
- 2014 : Dark House (en) : Seth
- 2014 : Finders Keepers : Dr Freeman
- 2017 : 12 Feet Deep : McGradey
- 2017 : Jigsaw de Michael et Peter Spierig : John Kramer « Jigsaw »
- 2017 : Belzebuth de Emilio Portez : Vasilio Canetti
- 2019 : Ice Cream in the Cupboard de Drew Pollins : Pat
- 2023 : Saw X de Kevin Greutert : John Kramer « Jigsaw »
- 2023 : Cello de Darren Lynn Bousman : Vincent

### Télévision
- 1989 : Témoin à tuer (en) (Perfect Witness) : Dillon
- 1991 : Les 100 Vies de Black Jack Savage
- 1991 : Love, Lies and Murder (en) : Al Stutz
- 1991 : Vendetta: Secrets of a Mafia Bride (en) : Barman
- 1992 : Au cœur du mensonge (Calendar Girl, Cop, Killer? The Bambi Bembenek Story)
- 1993 : Amour, sexe et sang-froid (Sex, Love and Cold Hard Cash) : Mansfield
- 1993 : Seinfeld : Ron
- 1994 : Urgences
- 1994 : La Revanche de l'Ouest (Dead Man's Revenge) : Bullock
- 1994 : Attente mortelle (Mortal Fear) : Dr Alvin Hayes
- 1994 : New Eden : Ares
- 1995 : Murder One : Jerry Albanese
- 1995 : New York Police Blues : Donald Selness
- 1996 : Prenez garde à la baby-sitter! (The Babysitter's Seduction) : Det. Frank O'Keefe
- 1996 : Unabomber: The True Story (en) : Theodore Kaczynski
- 1997 : La Femme Nikita : Perry Bauer
- 1997 : Walker, Texas Ranger : Karl Storm
- 1997 : Nash Bridges : William Boyd
- 1998 : One Hot Summer Night (en) : Vincent « Coupe » De Ville
- 1998 : Stargate SG-1 : Omoc
- 1998 : Ultime Recours : Teddy Hix
- 1999 : Le Caméléon : M. White
- 1999 : X-Files : Aux frontières du réel : Darryl Weaver
- 2000 : Deuxième Chance
- 2001 : Le Protecteur
- 2001 : Les Soprano : Major Zwingli
- 2001 : Alias : Mr Dryer
- 2001 : Scrubs : Patient
- 2002 : Charmed : Orin
- 2003 : 24 Heures chrono : Peter Kingsley
- 2005 : Révélations : Nathan Volk
- 2007 : Kill Point : Dans la ligne de mire : Alan Beck
- 2007 : Decoys 2 : Alien Seduction : Erwin Buckton
- 2008 : Highway 61 : Le Diable
- 2013 : Esprits criminels : Malachi Lee
- 2014 : Wilfred : Happiness
- 2019 : Creepshow

## Voix francophones

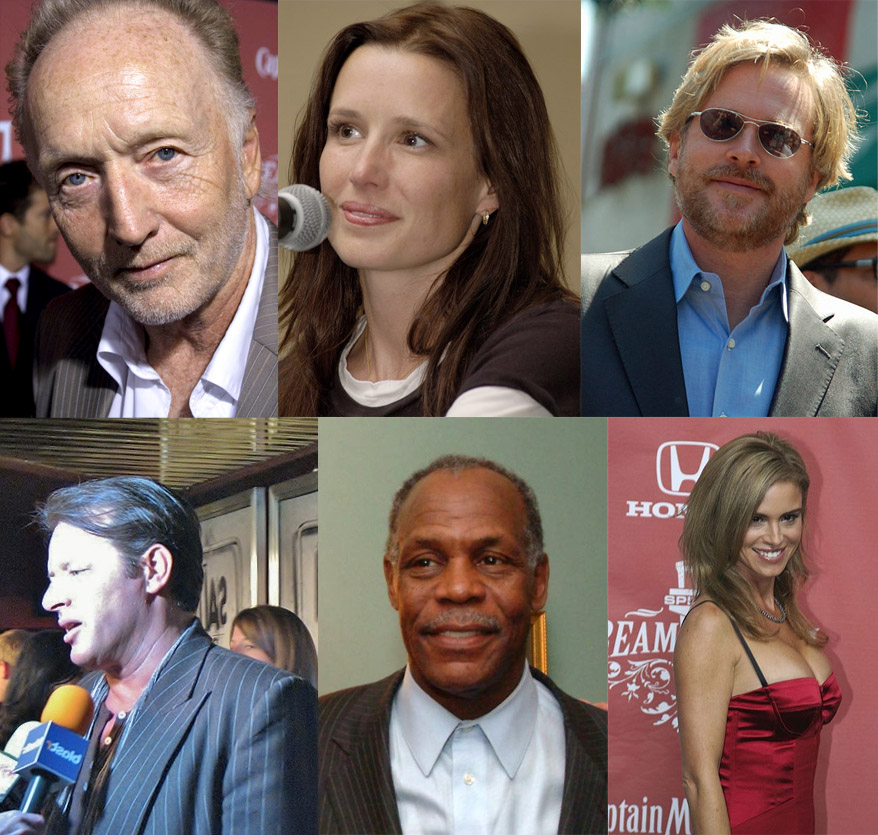
Membres importants du casting de la série Saw. De gauche à droite, en commençant par la rangée du haut : Tobin Bell, Shawnee Smith, Cary Elwes, Costas Mandylor, Danny Glover et Betsy Russell.

Dans les années 1990, Tobin Bell est doublé, en version française, à deux reprises par Gilbert Lévy dans  Dans la ligne de mire et Malice, ainsi qu'à titre exceptionnel par Mario Santini dans Les Affranchis, Jean-Claude Montalban dans Mississippi Burning, Hervé Jolly dans La Firme et Jean-Claude Sachot dans Mort ou vif.
Dans les années 2000, il est notamment doublé à deux reprises chacun par  Michel Prud'homme dans 24 Heures chrono et Révélations ainsi que par Bernard Tiphaine dans Alias et Kill Point : Dans la ligne de mire. À titre exceptionnel, il est doublé par Michel Vigné dans X-Files : Aux frontières du réel, Patrick Préjean dans Les Soprano, Michel Paulin dans Le Protecteur, Jean-Pierre Leroux dans À la Maison-Blanche, Patrick Borg dans Flash et Jean-Michel Vovk dans la série Creepshow.
Enfin, Bruno Dubernat le double entre 2004 et 2017 dans huit films de la franchise Saw. À la suite du décès de ce dernier, c'est Patrick Bonnel qui lui prête sa voix dans Saw X.